# Microrégion de Presidente Prudente
 (février 2025).
Si vous disposez d'ouvrages ou d'articles de référence ou si vous connaissez des sites web de qualité traitant du thème abordé ici, merci de compléter l'article en donnant les références utiles à sa vérifiabilité et en les liant à la section « Notes et références ».
La microrégion de Presidente Prudente est l'une des trois microrégions qui subdivisent la mésorégion de Presidente Prudente de l'État de São Paulo au Brésil.
Elle comporte 30 municipalités qui regroupaient 744 458 habitants en 2006 pour une superficie totale de 17 516 km².

## Municipalités[1]
- Alfredo Marcondes
- Álvares Machado
- Anhumas
- Caiabu
- Caiuá
- Emilianópolis
- Estrela do Norte
- Euclides da Cunha Paulista
- Indiana
- João Ramalho
- Marabá Paulista
- Martinópolis
- Mirante do Paranapanema
- Narandiba
- Piquerobi
- Pirapozinho
- Presidente Bernardes
- Presidente Epitácio
- Presidente Prudente
- Presidente Venceslau
- Rancharia
- Regente Feijó
- Ribeirão dos Índios
- Rosana
- Sandovalina
- Santo Anastácio
- Santo Expedito
- Taciba
- Tarabai
- Teodoro Sampaio